# Bruant cendré
Emberiza cineracea
Espèce
Statut de conservation UICN

 NT  : Quasi menacé
Le Bruant cendré (Emberiza cineracea) est une espèce de passereaux appartenant à la famille des Emberizidae.

## Répartition
- E. c. cineracea : C. L. Brehm, 1855 : sud-ouest de l'Anatolie et îles grecques adjacentes (Skyros, Chios et Lesbos) ;
- E. c. semenowi : Zarudny, 1904 : sud-est de l'Anatolie, nord de l'Iraq et monts Zagros.

Il hiverne dans le pourtour sud de la mer Rouge.

## Habitat
Il niche sur les versants rocheux des montagnes sèches.